# GMAT
GMAT (англ.  Graduate Management Admission Test) — стандартизованный тест для определения способности успешно обучаться в бизнес-школах. GMAT используется наиболее уважаемыми школами бизнеса по всему миру как один из критериев отбора, чаще всего для приёма на программу MBA.
GMAT — один из многих факторов, которые используются школами бизнеса при рассмотрении заявлений. Помимо этого теста во внимание принимаются опыт работы, отметки в предыдущих школах, рекомендательные письма и другие критерии отбора.
Единая стоимость сдачи экзамена по всему миру составляет на сегодняшний день $250, а срок действия результатов составляет 5 лет.

## Тест

### Оценка аналитического письма
Первая часть теста — «Оценка аналитического письма» (англ.  The Analytical Writing Assessment (AWA)) состоит из одного эссе. Тестируемый должен проанализировать логику построения аргумента. На написание эссе отводится 30 минут, а оценивается оно по шкале от 0 до 6 баллов.
Затем каждое эссе читают двое проверяющих, каждый из которых выставляет оценку от 0 до 6 баллов с шагом 0,5. Если их оценки различаются не более, чем на балл, то за эссе выставляется среднее арифметическое оценок двух проверяющих. В противном случае работу читает третий проверяющий.
Первый проверяющий — это Intellimetric, компьютерная программа — собственная разработка компании Vantage Learning, которая анализирует творческое письмо и синтаксис. Второй и третий проверяющий — люди, которые смотрят скорее на общее впечатление, чем на правописание и грамматику.
Хотя формально правописание не влияет на итоговый результат, оно может отрицательно повлиять на оценку, если у проверяющего возникли проблемы с пониманием по вине неправильно написанных слов. На оценку влияют многие факторы. Обычно не предъявляется никаких требований к длине эссе, а проверяющие в основном ценят хорошо структурированные эссе с плавным ходом мыслей.
Средняя оценка за AWA составляет 4,1 из 6,0 баллов при объёме выборки 622975 человек. При этом 34 % тестируемых набирают меньше 4,1 балла.

### Интегрированное мышление
Интегрированное мышление (Integrated Reasoning) — одна из самых новых секций GMAT. Эта секция появилась в 2012 году. Её цель — определить умение тестируемого оценивать данные из разных источников, представленные в разных форматах. Своим возникновением секция обязана постоянным жалобам студентов и преподавателей бизнес-школ на несоответствие теста GMAT реальности работы в сфере бизнеса и управления.
Для определения актуальности навыков, которые оцениваются этой секцией, был проведён опрос среди 740 преподавателей менеджмента. Результаты опроса показали, что именно такой формат секции соответствует современным требованиям к обработке информации, а именно уметь анализировать несколько источников одновременно. Сейчас эта секция состоит из 12 задач, которые часто подразделяются на ещё несколько вопросов.

### Количественная и вербальная части
Количественная часть состоит из 37 вопросов множественного выбора, на которые надо ответить за 75 минут. Здесь предлагается 2 типа вопросов: решение задач и достаточность данных. Количественная часть оценивается от 0 до 60 баллов. Средний результат за эту часть теста составляет на сегодняшний день 35,0 из 60,0 баллов.
Вербальная часть состоит из 41 вопроса множественного выбора, для ответа на которые отводится 75 минут. Предлагается 3 типа вопросов: исправление предложений, критическая аргументация и понимание письменного текста. Вербальная часть оценивается от 0 до 60 баллов. Средний результат за эту часть теста составляет на сегодняшний день 27,3 из 60,0 баллов.
Вербальная часть теста предполагает владение вербальными навыками, необходимыми для профессиональной и академической деятельности: грамматика и стилистика английского языка, логическое мышление и анализ текстовой информации, развитый словарный запас.
Общий результат за количественную и вербальную части, за исключением AWA, варьируется от 200 до 800 баллов. GMAT построен на основе стандартной системы 100-балловых тестов, с расчётом, что 68 % тестируемых наберут от 400 до 600 баллов, а медиана результатов будет 500 баллов. В настоящий момент медиана результатов составляет 540 баллов, а средняя оценка — 526,6 из 800 баллов.
Количественная и вербальная части содержат компьютерно-адаптивный тест. Первый вопрос может быть очень трудным, следующие вопросы — проще. Если тестируемый отвечает правильно, сложность повышается, но если неправильно — вопросы становятся проще.
Вопросы, на которые тестируемый не ответил (те, до которых он не дошёл), оказывают большее отрицательное влияние на итоговую оценку, чем те, на которые он ответил неверно. Это основное отличие от SAT. Каждая часть теста включает также несколько экспериментальных вопросов, которые не влияют на результат участника, но используются для того, чтобы судить о пригодности тестируемого к управлению в будущем.

## Изменения в GMAT
С января 2006 года больше не разрешается пользоваться бумагой и карандашом для черновых записей во время экзамена. Дежурный по аудитории снабдит тестируемых специальным буклетом и ручкой, которая может стирать на нём. Если тестируемому потребуется другая ручка или буклет, ему нужно будет поднять руку и попросить замену. Это изменение сокращает расход бумаги и препятствует жульничеству (когда задания теста переписываются на бумагу и нелегально выносятся из аудитории). Буклеты, подобные тем, что выдаются на экзамене, доступны на некоторых сайтах.
В июне 2012 года администраторы теста GMAT добавили новую секцию — Integrated Reasoning. Секция состоит из 12 заданий и рассчитана на 30 мин. Integrated Reasoning проверяет способность будущих студентов бизнес-школ анализировать большие объемы данных, представленные в формате диаграмм, текста и таблиц.

## Подготовка к GMAT
По данным официального Саммита GMAC в Лондоне (15 октября 2013 г.) приведена статистика, которая показывает, сколько времени уходит на подготовку к тесту GMAT у жителей разных регионов. В среднем жители Китая тратят около 105 часов на подготовку. В Индии на это уходит в среднем 100 часов. В США студенты готовятся к тесту GMAT в среднем 40 часов. В Европе и во всем мире средний показатель находится на уровне 60 часов. Исходя из этих данных может оцениваться время, необходимое на подготовку к GMAT. Существует 4 формата подготовки к GMAT:

### Самостоятельная подготовка
Самостоятельная подготовка может проходить как в офлайн, так и онлайн формах. При самостоятельной подготовке используются учебники от официальных изданий GMAC, так и учебники ведущих международных издательств, специализирующихся на подготовке к тестам (Kaplan, Manhattan GMAT, Princeton Review и другие). Также существуют ресурсы бесплатных материалов подготовки к GMAT: видеоуроки, статьи, онлайн-тесты и т.д

### Групповая подготовка
Занятия на курсах подготовки к GMAT — один из наиболее популярных форматов подготовки по версии международной организации GMAC. Требования, предъявляемые к групповым курсам — это регулярный график занятий, использование авторитетных учебных пособий (желательно от GMAC), наличие опыта обучения в американской бизнес-школе или университете у преподавателя теста.

### Индивидуальная подготовка
Занятия с преподавателем как офлайн так и онлайн позволяют максимально точно справляться со сложностями во время прохождения теста GMAT. Формат индивидуальной подготовки имеет такие преимущества: индивидуальный график занятий, адаптивная интенсивность занятий, гибкий формат оплаты занятий.

### Адаптивная подготовка
Поскольку GMAT — это адаптивный тест, то платформы с системой адаптивной подготовки являются одними из наиболее эффективных вспомогательных инструментов во время прохождения курса GMAT. На данный момент пользуются популярностью онлайн платформы Manhattan GMAT, Knewton, Kaplan и другие.

## Проходной балл
Большинство школ не публикуют данные о минимальной оценке за GMAT. Обычно школы публикуют среднюю оценку и медиану оценок по данным последнего приёма. Поскольку эти данные могут быть использованы в качестве справочного материала, поступающие должны знать, что половина поступивших набирает оценку ниже медианы.
Практически во всех наиболее уважаемых школах, которые обычно находятся на первых позициях в рейтингах журналов и рейтинговых агентств, средний балл чуть больше 700 баллов. По данным журнала U.S. News & World Report, средний балл в Школе бизнеса им. Бута, которая считается одной из лучших школ США, составляет 730 баллов. Другие, менее престижные школы могут иметь средний балл 500 с небольшим, и того меньше. Поступить в школу можно даже с низким баллом за GMAT, если абитуриент имеет впечатляющие успехи в реальной жизни, хорошие оценки по месту учёбы, широко известен или написал хорошее эссе.
Многие компании во всём мире занимаются подготовкой к тесту GMAT.

## История GMAT
В 1953 году организация, современное название которой звучит как Graduate Management Admission Council (GMAC), образовалась в результате объединения усилий девяти школ бизнеса, целью которых было разработать стандартизованный тест, который поможет школам бизнеса отбирать квалифицированных абитуриентов. За первый год существования предложенное испытание, известное сейчас как Graduate Management Admission Test, было проведено более 2000 раз. В последнее время тестирование проводится более 200000 раз ежегодно. В начале существования тест использовался при приёме 54 школами, теперь GMAT используется в качестве одного из вступительных испытаний в более чем 1500 школах и 1800 программах.
До конца 2005 года проведение теста GMAT управлялось организацией Educational Testing Service (ETS). С 1 января 2006 года её функции были переданы компаниям ACT Inc, которая разрабатывает задания для GMAT, и Pearson Vue, которая занимается проведением теста.